# Sisowath I.

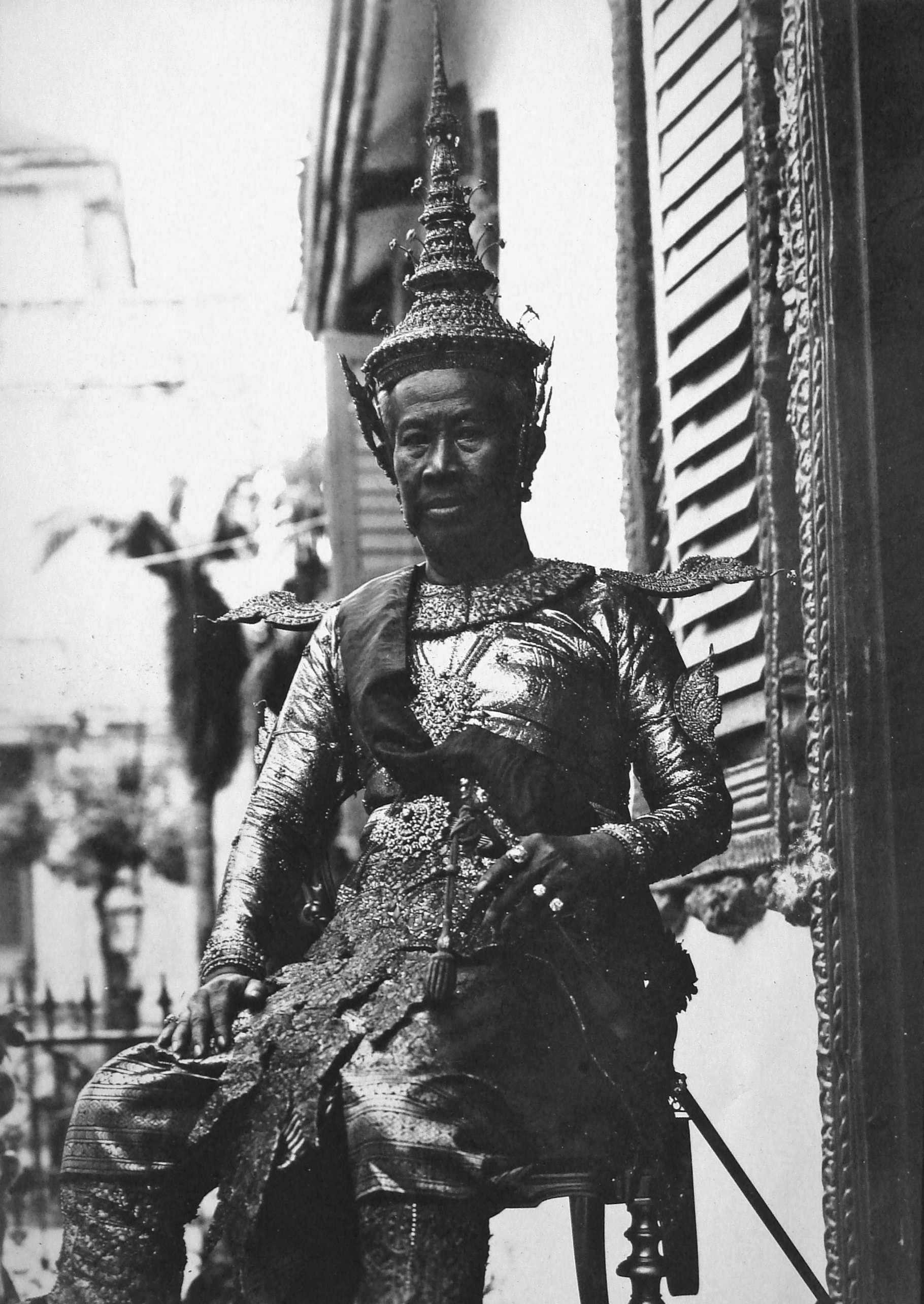
Prinz Sisowath (Ende 19. Jahrhundert)

Sisowath (Sisovath) I. (* 7. September 1840 in Battambang; † 9. August 1927 in Phnom Penh) war ein kambodschanischer König und Begründer des Haus Sisowath.

## Biografie
Der Sohn von König Ang Duong wurde zusammen mit seinem Halbbruder Prinz Norodom I. in Bangkok erzogen als Siam zusammen mit Vietnam Kambodscha beherrschte und die Könige von Kambodscha einsetzte. Nach dem Tode seines Vaters König Ang Duong 1860 begab er sich in die alte Hauptstadt Oudong nördlich von Phnom Penh, um seinen jüngeren Halbbruder Si Votha von einer Thronannahme abzuhalten. Allerdings wurde er nach Siam zurückberufen, um die Krönung von Prinz Norodom als König Norodom I. zu ermöglichen, den Siam als gefügigeren Herrscher ansah.
Sisowath selbst wurde stattdessen „Zweiter König“ (Obbareach) und dadurch erster Thronprätendent. Als König Norodom 1863 mit Frankreich einen Vertrag zur Errichtung eines Protektorats abschloss, brach Sisowath seine Verbindungen zu Siam ab, wo er von Frankreich finanzielle Unterstützung erhielt, die es den Franzosen ermöglichen sollte, König Norodom vor einer möglichen Thronbesteigung durch Prinz Sisowath zu bewahren. 1867 verließ er Bangkok, um in Kambodscha anti-französische Aufstände zu beginnen. Er akzeptierte aber bereits nach kurzer Zeit das französische Protektorat.
Nach dem Tode von König Norodom I. am 24. April 1904 folgte er ihm als Sisowath I. als König nach. Nach seiner Krönung 1906 stattete er der Protektoratsmacht Frankreich einen Staatsbesuch ab, bei dem er zunächst die Kolonialausstellung in Marseille besuchte und anschließend in Paris mit Ehren empfangen wurde. Während seiner gesamten Regentschaft unterstützte er den Residenten Frankreichs in beständiger Freundschaft und wurde als einer der gebildetsten Persönlichkeiten seines Königreiches angesehen. Die Treue zur Protektoratsmacht setzte sich während des Ersten Weltkriegs fort, als er die Rekrutierung von Arbeitern und Soldaten für Frankreich unterstützte. 1916 führte er die Verhandlungen zur Beruhigung von Kleinbauernprotesten gegen den Frondienst.
Nach seinem Tode folgte ihm am 9. August 1927 sein Sohn Sisowath Monivong als König von Kambodscha.